# 乌克兰国家特别通信局
乌克兰国家特别通信局（烏克蘭語：Державна служба спеціального зв'язку та захисту інформації України）是乌克兰的讯号情报和通信技术的专业机构。直属于乌克兰总统。
2006年组建。职责包括政府通信系统、保密通信、机要密码与加密技术、信号情报破译等。

## 长期服务奖章

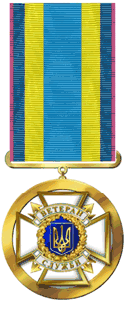
25年服务
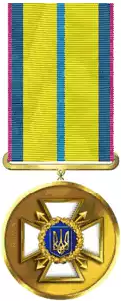
20年服务
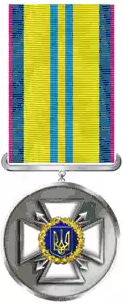
15年服务
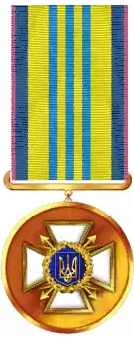
10年服务